# Bariera (film)
Bariera – polski film psychologiczny („poetycki dramat”) z 1966 roku w reżyserii Jerzego Skolimowskiego.

## Obsada aktorska
- Joanna Szczerbic – tramwajarka
- Jan Nowicki – bohater
- Tadeusz Łomnicki – lekarz w przychodni zakładowej
- Stanisław Tym – konferansjer
- Maria Malicka – sprzątaczka – „gwiazda” w restauracji
- Zdzisław Maklakiewicz – sprzedający „Przyjaciółkę”
- Ryszard Pietruski – oberkelner
- Bogdan Baer – mężczyzna przy barze, kierowca samochodu
- Henryk Bąk – lekarz agitujący na rzecz krwiodawstwa
- Stefan Friedmann – tramwajarz proszący bohaterkę o pomoc
- Gabriel Nehrebecki – elegant
- Janusz Gajos – tramwajarz
- Janusz Bukowski – tramwajarz
- Marian Kociniak – tramwajarz
- Krzysztof Litwin – kelner
- Marian Wojtczak

Źródło.

## Zdjęcia
- Warszawa

## Nagrody
- 1966: Bergamo (FF Autorskich) – Grand Prix
- 1966: Syrenka Warszawska – nagroda Klubu Krytyki Filmowej SDP – w kategorii filmu fabularnego
- 1968: Valladolid (Międzynarodowy Festiwal Filmowy) – Nagroda Specjalna Jury

Źródło.